# إريك جونسون
إريك جونسون (بالإنجليزية: Erik Johnson)‏ (و. 1989  م) هو لاعب كرة القاعدة، من الولايات المتحدة، ولد في ماونتن فيو، كاليفورنيا، يلعب كمرسل مطلق ‏.

## روابط خارجية
- إريك جونسون على موقع دوري كرة القاعدة الرئيسي (الإنجليزية)
- إريك جونسون على موقعبيزبول رفرنس.كوم (الدوري الرئيسي) (الإنجليزية)
- إريك جونسون على موقعبيزبول رفرنس.كوم (الدوري الثانوي) (الإنجليزية)
- إريك جونسون على موقع إي إس بي إن.كوم (أم.أل.بي) (الإنجليزية)
- إريك جونسون على موقع مشجعي الرسوم البيانية (الإنجليزية)